# Cristina Jordán
Cristina Jordán (ur. 23 lipca 1989) – hiszpańska lekkoatletka specjalizująca się w biegach długich.
Jako juniorka kilka razy – bez większych sukcesów – brała udział w mistrzostwach świata w biegach przełajowych oraz mistrzostwach Europy w biegach na przełaj. W 2009 uplasowała się tuż za podium – na czwartym miejscu – w biegu na dystansie 5000 metrów podczas czempionatu Starego Kontynentu do lat 23. Mistrzyni Europy w biegu przełajowym w kategorii młodzieżowców z Albufeiri z 2010 (po dyskwalifikacji za doping pierwszej na mecie Turczynki Meryem Erdoğan). 
Rekord życiowy w biegu na 5000 metrów – 16:07,78 (1 sierpnia 2009, Barcelona).  

## Osiągnięcia
| Rok  | Impreza                               | Miejsce                | Konkurencja                    | Lokata      | Wynik    |
| ---- | ------------------------------------- | ---------------------- | ------------------------------ | ----------- | -------- |
| 2006 | Mistrzostwa Europy w biegu na przełaj | San Giorgio su Legnano | bieg juniorów (4,1 km.)        | 17. miejsce | 13:34    |
| 2007 | Mistrzostwa świata w biegu na przełaj | Mombasa                | bieg juniorów (8 km.)          | –           | DNF      |
| 2007 | Mistrzostwa Europy w biegu na przełaj | Toro                   | bieg juniorów (4,2 km.)        | 29. miejsce | 15:01    |
| 2008 | Mistrzostwa świata w biegu na przełaj | Edynburg               | bieg juniorów (6,04 km.)       | 19. miejsce | 21:05    |
| 2008 | Mistrzostwa Europy w biegu na przełaj | Bruksela               | bieg juniorów (4 km.)          | 11. miejsce | 14:14    |
| 2009 | Mistrzostwa świata w biegu na przełaj | Amman                  | bieg seniorów (8 km.)          | –           | DNF      |
| 2009 | Młodzieżowe mistrzostwa Europy        | Kowno                  | bieg na 5000 m                 | 4. miejsce  | 16:08,36 |
| 2009 | Mistrzostwa Europy w biegu na przełaj | Dublin                 | bieg młodzieżowców (6,039 km.) | 19. miejsce | 22:06    |
| 2010 | Mistrzostwa Europy w biegu na przełaj | Albufeira              | bieg młodzieżowców (6,07 km.)  | 1. miejsce  | 20:17    |